# حتمية لغوية
الحتمية اللغوية هي الرأي القائل بأن اللغة وبنيتها تحتم بعض أوجه المعرفة دون أخرى، فتكون حدود اللغة وحدود التعبير بها هي حدود العالم في نظر المتكلم.